# Motte castrale de Saint-André-de-Corcy
La motte castrale de Saint-André-de-Corcy ou Les Roussières ou poype de la Roussière est un ancien château de terre du XIe siècle, qui se dresse sur la commune de Saint-André-de-Corcy dans le département de l'Ain, en région Auvergne-Rhône-Alpes.
La motte castrale fait l’objet d’une inscription au titre des monuments historiques par arrêté du 19 septembre 1989.

## Localisation
La poype des Roussières est située dans le département français de l'Ain sur la commune de Saint-André-de-Corcy, à 2 kilomètres au nord du village, et à proximité de l'ancien village du Vieux Marseille, près de la route départementale no 5. Elle culmine à une altitude de 301 mètres au milieu de terres labourées.

## Historique
Le château et sa basse-cour disparaissent des textes anciens au début du XIVe siècle. C'est à cette époque que les sires de Thoire-Villars érigent un nouveau château-fort, le château de Montribloud.

## Description
La motte est au XXIe siècle couverte d'arbres. Elle est de forme circulaire et mesure environ 40 mètres de diamètre à sa base et 15 mètres à son sommet, pour une hauteur de 8 mètres.
Il subsiste également les restes d'une vaste plate-forme qui lui était accolée à l'ouest. Celle-ci, en forme d'hémicycle, mesure approximativement 110 mètres du nord au sud et 65 mètres d'ouest en est. Elle domine le terrain environnant d'environ 1 ou 2 mètres. Cette dernière correspondant probablement à l'ancienne basse-cour.